# Махово (Московская область)
Махово — деревня в Можайском районе Московской области в составе Порецкого сельского поселения. Численность постоянного населения по Всероссийской переписи 2010 года — 22 человека. До 2006 года Махово входило в состав Порецкого сельского округа.
Деревня расположена на северо-западе района, недалеко от границы со Смоленской областью, примерно в 45 км от Можайска, на правом берегу реки Песочня (левый приток Москва-реки), высота центра над уровнем моря 213 м. Ближайший населённый пункт — Астафьево на противоположном берегу реки.